# .22 Winchester Automatic
El .22 Winchester Automatic ( .22 Winchester Auto o .22 Win Auto ) es un Cartucho de fuego anular par rifle.
Fue introducido para ser usado en el rifle semiautomático Winchester Modelo 1903. El .22 Win Auto nunca se usó en ninguna otra arma de fuego. Al igual que el .22 Remington Automatic no podía ser usado en otras armas de fuego anular calibre 22. Esta característica fue para evitar el uso de munición de pólvora negra, que todavía eran populares cuando apareció por primera vez, en el M1903, lo que provocó que los residuos de pólvora obstruyeran rápidamente la acción y dejaran el arma inoperable.
La balística del .22 Win Auto es comparable a la del .22 Long de percusión anular, y aunque dispara una bala más pesada, no ofrece una ventaja de rendimiento ni en el .22 Long ni en el mucho más común .22 Long Rifle .

## notas
- Barnes, Frank C., ed. por John T. Ámbar. ".22 Winchester Automatic", en Cartuchos del mundo, págs. 275, 282 y 283. Northfield, IL: DBI Books, 1972.ISBN 0-695-80326-3 .

- Datos: Q4545204
- Multimedia: .22 Winchester Automatic / Q4545204